# 彼得罗斯·莫利维亚蒂斯

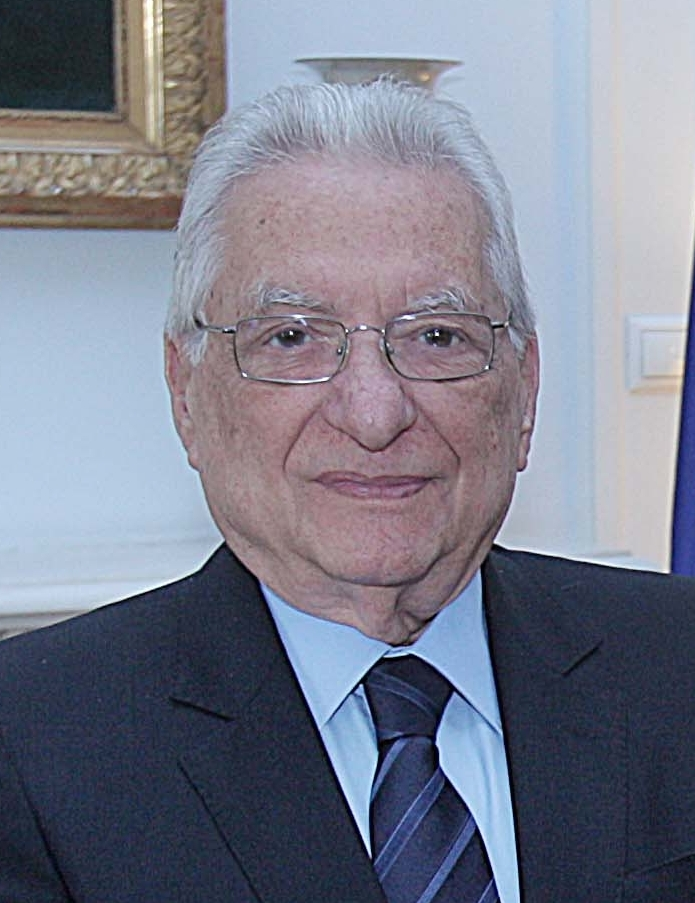
彼得罗斯·莫利维亚蒂斯

彼得罗斯·莫利维亚蒂斯（希臘語：Πέτρος Μολυβιάτης，1928年6月12日—2025年5月4日），希腊政治人物，2004年至2006年间担任希腊外交部部长。

## 生平
莫利维亚蒂斯生于希俄斯，早年在雅典大学学习法律。毕业后，即进入希腊外交部工作。1996年，当选希腊议员。2004年3月10日，就任希腊外交部长。